# 金子満
金子 満（かねこ みつる、1939年（昭和14年）1月 - 2018年（平成30年）6月15日）は、日本のアニメーション・プロデューサー、ディレクター、シナリオライター。「日本のコンピュータグラフィックスの父」と称される。
東京生まれ。東京工業大学大学院後期博士課程修了。学位は博士（学術）。 慶應義塾大学、東京工科大学教授を務めた。

## 経歴
父は映画配給会社・東宝の重役を務めた。
慶應義塾大学法学部を卒業後、フジテレビジョンに入社。編成部で『日清オリンピックショウ 地上最大のクイズ』や『第7の男』『ゼロファイター』などを手掛ける。1964年に担当した『ゼロファイター』では制作方針の混乱から、当時のスポンサーが完成作品を敬遠して1969年まで「お蔵入り」を招く失敗を経験した。その失敗を経て、社内留学制度を利用し南カリフォルニア大学シネマスクールへ留学。さらに、メトロ・ゴールドウィン・メイヤーで研修を受ける。帰国後は『木枯し紋次郎』などのプロデューサーを務める。

### MK COMPANY設立
1974年にフジテレビから独立して、映像企画会社のMK COMPANY（エムケイ）を設立した。エムケイでは『ウリクペン救助隊』『ラ・セーヌの星』や、中谷国夫の名で『大空魔竜ガイキング』の原作を手掛ける。その後も、エムケイのプロデューサー兼シナリオライターとして『アニメーション紀行 マルコ・ポーロの冒険』『名犬ジョリィ』『太陽の子エステバン』を製作した。
1983年には東京工業大学の安居院・中嶋研究室と共同で2Dアニメーションの研究を行い、テレビシリーズのアニメ作品では世界初のコンピュータで描画・彩色した『子鹿物語』を製作した。以降も『SF新世紀レンズマン』などのアニメ作品に携わる。1987年にはジム・クリストフらと、ロサンゼルスにメトロライトスタジオを設立。メトロライトスタジオが手掛けた映画『トータル・リコール』では、当時の最新技術だったモーションキャプチャシステムがうまく作動しなかったので、アーノルド・シュワルツェネッガーのビデオショットをハーフミラーで一枚ずつコンピューターモニターに投射して、モニター上の骸骨モデルをビデオの動き通りの位置に張り付けるロトスコープを採用した。これによって、アカデミーの技術協会から「お金をかけなくても良い効果を生み出せる例」としてアカデミー特別業績賞を受賞する。

### 慶應義塾大学、東京工科大学教授
1996年に、東京工業大学大学院後期博士課程を修了（情報理工学）。慶應義塾大学環境情報学部及び同大大学院教授を経て、東京工科大学メディア学部教授、同大大学院教授となる。2010年に、東京工科大学大学院及び東京工科大学片柳研究所教授に就任し、同研究所のクリエイティブ・ラボで主宰を務める。また、東京国際アニメフェアで委員を担うなど、精力的に活動をしていた。
2018年6月15日に死去した。

## JCGLの設立
1981年、日本で最初の商業CGスタジオ「JCGL（ジャパン・コンピュータ・グラフィックス・ラボ）」を渋谷区南平台に設立した。JCGLは、2階建てのブティック風のつくりながら、地下にスタジオやマシンルームを備えるという遊び心に富んだものであった。来日時のビル・ゲイツも見学に訪れたという。
1984年、製作講談社、配給東宝東和系で映画『SF新世紀レンズマン』を公開。宇宙船などを3DCGによって表現した。これはニューヨーク工科大学の技術が導入されたものであった。だが、機器の高機能化・低価格化にともなう所有機材の陳腐化や財務状況の悪化、特許に関する訴訟などによってJCGLは次第に疲弊し、ナムコ（現在の株式会社バンダイナムコエンターテインメント）に吸収される。当時のJCGLのスタッフは離散したが、1985年、スタッフ教育のためにJCGL内に発足した「CGカリキュラム研究会」は、その後CG-ARTS協会へと発展し、CGクリエイター検定などを実施している。

## 親族
1969年、女優・浜美枝と結婚。2男2女をもうけた。

## 著書・監修
- 金子満 (著)、東京工科大学片柳研究所クリエイティブ・ラボ（監修）『映像コンテンツの作り方 コンテンツ工学の基礎』ボーンデジタル、2007年4月。ISBN 978-4862460172。
- 金子満 (著)、長尾康子 (編集)『シナリオライティングの黄金則 コンテンツを面白くする』ボーンデジタル、2008年4月。ISBN 978-4862460622。
- 金子満 (監修、読み手)、ジェイソン E. スクワイヤ (編集)『ザ・ムーヴィビジネスブック』ボーンデジタル、2009年4月。ISBN 978-4862460721。
- 金子満、近藤邦雄、平谷早苗 (編集)『キャラクターメイキングの黄金則』ボーンデジタル、2010年9月。ISBN 978-4862461261。
- 沼田やすひろ（著）、金子満（監修）『「おもしろい」映画と「つまらない」映画の見分け方』キネマ旬報社〈キネ旬総研エンタメ叢書〉、2011年8月。ISBN 978-4873763699。
- 沼田やすひろ（著）、金子満（監修）『「おもしろい」アニメと「つまらない」アニメの見分け方』キネマ旬報社〈キネ旬総研エンタメ叢書〉、2012年3月。ISBN 978-4873763927。
- 金子満、近藤邦雄、三上浩司、渡部英雄『映像ミザンセーヌの黄金則 ヒットする映画の作り方』ボーンデジタル、2012年3月。ISBN 978-4862461834。
- ビデオリサーチ 編『「視聴率」50の物語 テレビの歴史を創った50人が語る50の物語』小学館、2013年8月。ISBN 978-4093108096。
- 金子満（原作）森村あすか（作画）『ラ・セーヌの星 = Étoile de la Seine 1』復刊ドットコム、2013年11月。ISBN 978-4835449852。
- 金子満（原作）森村あすか（作画）『ラ・セーヌの星 = Étoile de la Seine 2』復刊ドットコム、2014年1月。ISBN 978-4835449869。